# Le Bernard
Le Bernard é uma comuna francesa na região administrativa da Pays de la Loire, no departamento de Vendéia. Estende-se por uma área de 27,37 km². Em 2010 a comuna tinha 1 245 habitantes (densidade: 45,5 hab./km²).